# Купино (Новосибирска област)
Купино (на руски: Купино) е град в Русия, административен център на Купински район, Новосибирска област. Населението на града към 1 януари 2018 година е 13 777 души.

## История
Селището е основано през 1886 година, през 1944 година получава статут на град.